# Sandor
Sandor è una suddivisione dell'India, classificata come census town, di 8.336 abitanti, situata nel distretto di Thane, nello stato federato del Maharashtra. In base al numero di abitanti la città rientra nella classe V (da 5.000 a 9.999 persone).

## Geografia fisica
La città è situata a 19° 52' 23 N e 72° 42' 51 E.

## Società

### Evoluzione demografica
Al censimento del 2001 la popolazione di Sandor assommava a 8.336 persone, delle quali Nnn maschi e Nnn femmine. I bambini di età inferiore o uguale ai sei anni assommavano a Nnn, dei quali Nnn maschi e Nnn femmine. Infine, coloro che erano in grado di saper almeno leggere e scrivere erano Nnn, dei quali Nnn maschi e Nnn femmine.